# Sphiggurus
Genre
Sphiggurus est un genre de rongeurs de la famille des Erethizontidae. Cette dernière rassemble les porcs-épics du continent américain. Ils sont appelés porcs-épics préhensiles ou coendous localement en Amérique du Sud car ce sont des mammifères à queue préhensile comme les Coendous (Coendou).

## Classification
Ce genre a été décrit pour la première fois en 1825 par le zoologiste français Frédéric Cuvier (1773-1838). 
Les auteurs ont souvent hésité dans la seconde moitié du XXe siècle à inclure ce genre dans le genre Coendou, toutefois, à la lumière de la génétique, les deux genres sont considérés comme étant distincts au début du XXIe siècle.

### Liste d'espèces
Selon Mammal Species of the World (version 3, 2005)  (13 janvier 2014) et ITIS (13 janvier 2014) :
- Sphiggurus ichillus (Voss & da Silva, 2001)
- Sphiggurus insidiosus (Olfers, 1818) - Porc-épic laineux ou Porc-épic des Antilles[3]
- Sphiggurus melanurus (Wagner, 1842)
- Sphiggurus mexicanus (Kerr, 1792) - Porc-épic préhensile mexicain[3]
- Sphiggurus pruinosus (Thomas, 1905)
- Sphiggurus roosmalenorum (Voss & da Silva, 2001)
- Sphiggurus spinosus (F. Cuvier, 1823) - Coendou épineux[4] ou Porc-épic préhensile du Paraguay[3]
- Sphiggurus vestitus (Thomas, 1899)
- Sphiggurus villosus (F. Cuvier, 1823)